# Рокіцький Сергій Дмитрович
Сергі́й Дми́трович Рокі́цький (8 вересня 1980, с. Великі Мацевичі Старокостянтинівського району Хмельницької області — 24 липня 2014, Лисичанськ Луганської області) — майор медичної служби (посмертно), військовий лікар 24-ї окремої Залізної механізованої бригади (Яворів).

## Життєпис
Закінчив Вінницький медичний коледж. Проживав у Тернополі, де служив за контрактом лікарем-ординатором, начальником медичного пункту в/ч А1769 11-ї артилерійської бригади.
На Сході перебував 4 місяці у складі 24-ї механізованої бригади, батькам казав, що він у Львові, щоб не хвилювались. Залишилась дружина та 4-річна донька.
Загинув від кулі снайпера 24 липня 2014, коли рятував пораненого, під час визволення Лисичанська. Разом з Сергієм загинув солдат Павло Лейба.

## Відзнаки
- орден Богдана Хмельницького ІІІ ступеня (2015, посмертно) — за особисту мужність і героїзм, виявлені у захисті державного суверенітету та територіальної цілісності України, високий професіоналізм, вірність військовій присязі[1].
- орден «За спасіння життя» (2016, посмертно)[2]